# Сан-Саба (округ, Техас)
Шаблон:StateAbbr_ 31°10′ пн. ш. 98°49′ зх. д. / 31.16° пн. ш. 98.81° зх. д.
Округ Сан-Саба (англ. San Saba County) — округ (графство) у штаті Техас, США. Ідентифікатор округу 48411.

## Історія
Округ утворений 1856 року.

## Демографія
За даними перепису 2000 року загальне населення округу становило 6186 осіб, зокрема міського населення було 2554, а сільського — 3632. Серед мешканців округу чоловіків було 3204, а жінок — 2982. В окрузі було 2289 домогосподарств, 1617 родин, які мешкали в 2951 будинках. Середній розмір родини становив 2,97.
Віковий розподіл населення поданий у таблиці:
| Стать    | До 15 років | 15-21 | 22-29 | 30-39 | 40-49 | 50-65 | 65-85 | Понад 85 |
| -------- | ----------- | ----- | ----- | ----- | ----- | ----- | ----- | -------- |
| Чоловіки | 614         | 672   | 185   | 325   | 392   | 488   | 460   | 68       |
| Жінки    | 585         | 241   | 180   | 332   | 411   | 505   | 579   | 149      |

## Суміжні округи
- Міллс — північ
- Лемпасас — схід
- Бернет — південний схід
- Ллано — південь
- Мейсон — південний захід
- Маккалох — захід
- Браун — північний захід

## Виноски
1. ↑  http://www.tshaonline.org/handbook/online/articles/hcs05
2. ↑  https://publications.newberry.org/ahcbp/documents/TX_Individual_County_Chronologies.htm
3. ↑  U.S. Decennial Census. United States Census Bureau. Процитовано 10 травня 2015.
4. ↑  Texas Almanac: Population History of Counties from 1850–2010 (PDF). Texas Almanac. Процитовано 10 травня 2015.
5. ↑  State & County QuickFacts. United States Census Bureau. Архів оригіналу за 18 жовтня 2011. Процитовано 24 грудня 2013. [Архівовано 2011-10-18 у Wayback Machine.](англ.) Наведено за англійською вікіпедією.
6. ↑  American FactFinder. Бюро перепису населення США. Архів оригіналу за 26 лютого 2012. Процитовано 31 січня 2008. [Архівовано 2008-05-21 у Wayback Machine.]

| США | Це незавершена стаття з географії США. Ви можете допомогти проєкту, виправивши або дописавши її. |